# Церква святих апостолів Петра і Павла (Теклівка)
Церква святих апостолів Петра і Павла в Теклівці — парафія і храм Підволочиського благочиння Тернопільської єпархії Православної церкви України в селі Теклівка Тернопільського району Тернопільської области.

## Історія церкви
У 2001 році митрополит Тернопільський і Бучацький Василій освятив наріжний камінь під будівництво храму в селі Теклівка. Настоятелем було призначено священника Петра Будзилу, а головою церковного комітету — Романа Роговського.
Завдяки Божій допомозі та сумлінній праці парафіян розпочалося будівництво. Невдовзі було зведено фундамент храму та дзвіницю. Дзвони пожертвував Василь Дмитерко, вихідець із села. Борис Тодоров, також родом із Теклівки, відвідав могилу свого діда та пожертвував основні кошти на будівництво. За кошти його дружини виконуються художні роботи в храмі.

## Парохи
- о. Петро Будзило (з 2001).